# 北條縣
北條縣（日语：〔〕／ Hokujō ken */?）是日本於1871年設立的行政區劃，管轄範圍包括過去明治維新前美作國，相當於現在的岡山縣東北部區域；在1876年被併入岡山縣。

## 歷史
1871年日本實施廢藩置縣，美作國內的津山藩、鶴田藩、真島藩分別被改設為津山縣、鶴田縣、真島縣；同年11月這三縣及其他現在美作國的飛地合併，合併後的新縣縣廳設於西北條郡津山城（位於現在的津山市），因此「北條」成為新縣的名稱。
由於在江戶時代末期小豆島西部區域被劃為津山藩領地，因此小豆島也隨之成為北條縣的轄區，直到1872年才將小豆島劃入香川縣。
1876年4月北條縣被併入岡山縣。

## 歴任知事
| 職稱       | 姓名     | 上任日期               | 卸任日期      | 備註                         |
| ---------- | -------- | ---------------------- | ------------- | ---------------------------- |
| 參事       | 淵邊群平 | 1871年11月15日（舊曆） | 1873年5月29日 | 前陸軍少校、原薩摩藩藩士     |
| 空缺       | 空缺     | 1873年5月29日          | 1873年7月7日  |                              |
| 參事       | 小野立誠 | 1873年7月7日           | 1875年7月19日 | 前北條縣權參事、原大野藩藩士 |
| 權令       | 小野立誠 | 1875年7月19日          | 1876年4月18日 |                              |
| 參考資料： |          |                        |               |                              |